# Parc national du Dniestr inférieur
Le parc national du Dniestr (en ukrainien : Національний природний парк «Дністровський каньйон») est un parc national situé dans l'oblast d'Odessa dans le sud-ouest de l'Ukraine. D'une superficie de 10 829 hectares, il couvre une grande partie de l’estuaire du Dniestr où il se jette dans la mer Noire. Le parc comprend deux sites de zones humides Ramsar d’importance internationale. Le parc a été créé le 3 février 2010 par décret présidentiel.

## Description
Le parc se trouve à environ 30 km à l’ouest de la ville d’Odessa, dans les raions de Bilhorod-Dnistrovskyi et d’Odessa. Il est constitué principalement de roselières, lagunes, lacs, tourbières, côtes rocheuses et forêts inondables.

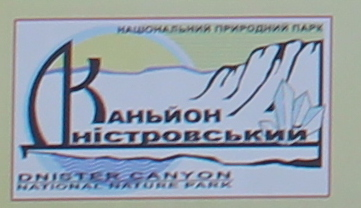
Son logo.

Il abrite notamment la Grotte Optimiste, l'une des plus longues d'Europe.
Les plaines inondables et les cours d’eau sont importants pour la nidification et l’hivernage des oiseaux aquatiques. Ils sont également importants pour le frai des poissons : plus de 70 espèces de poissons réparties en 20 groupes sont répertoriées dans le parc.

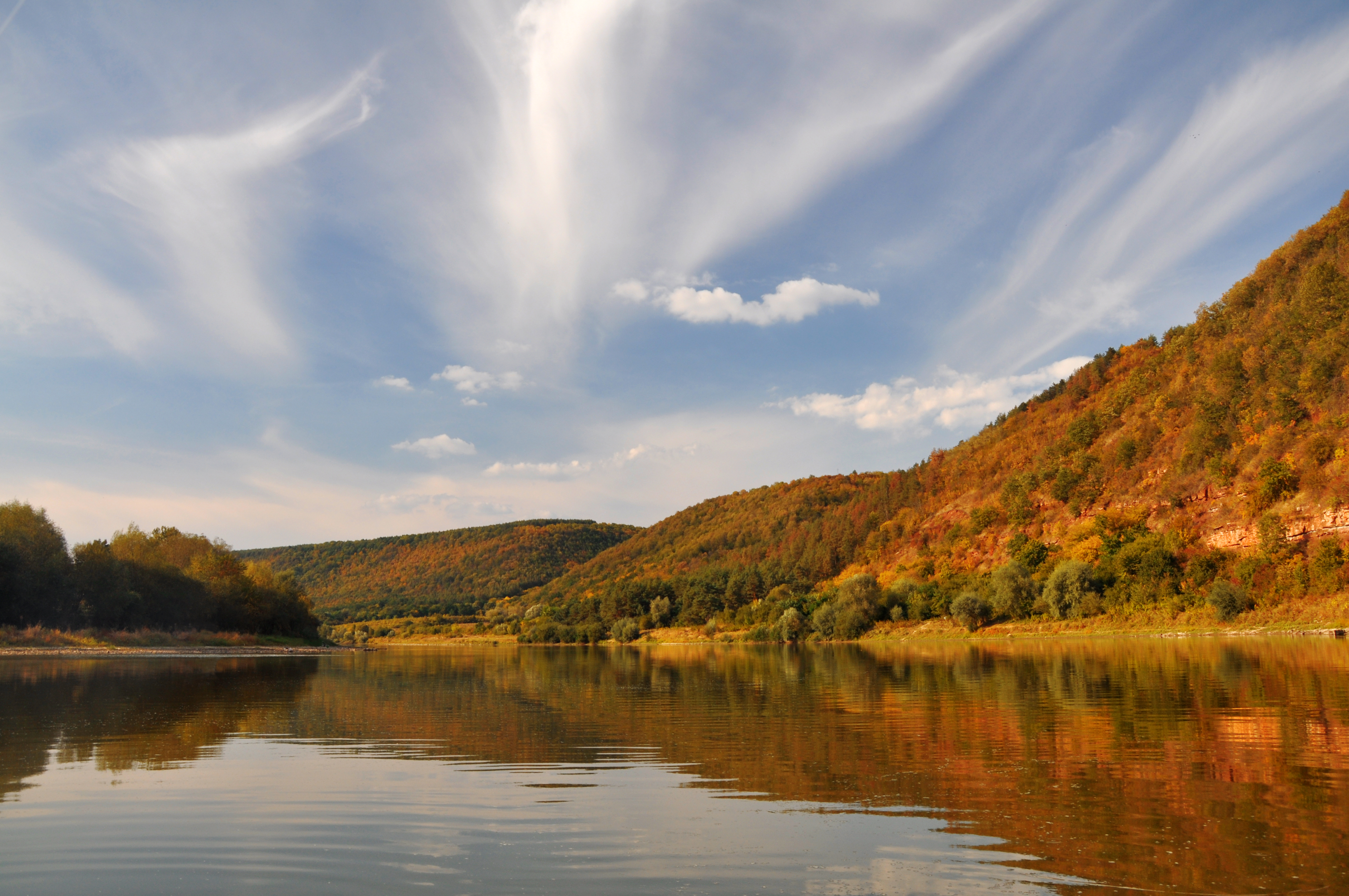
Site rocheux de Beremiany, réserve naturelle
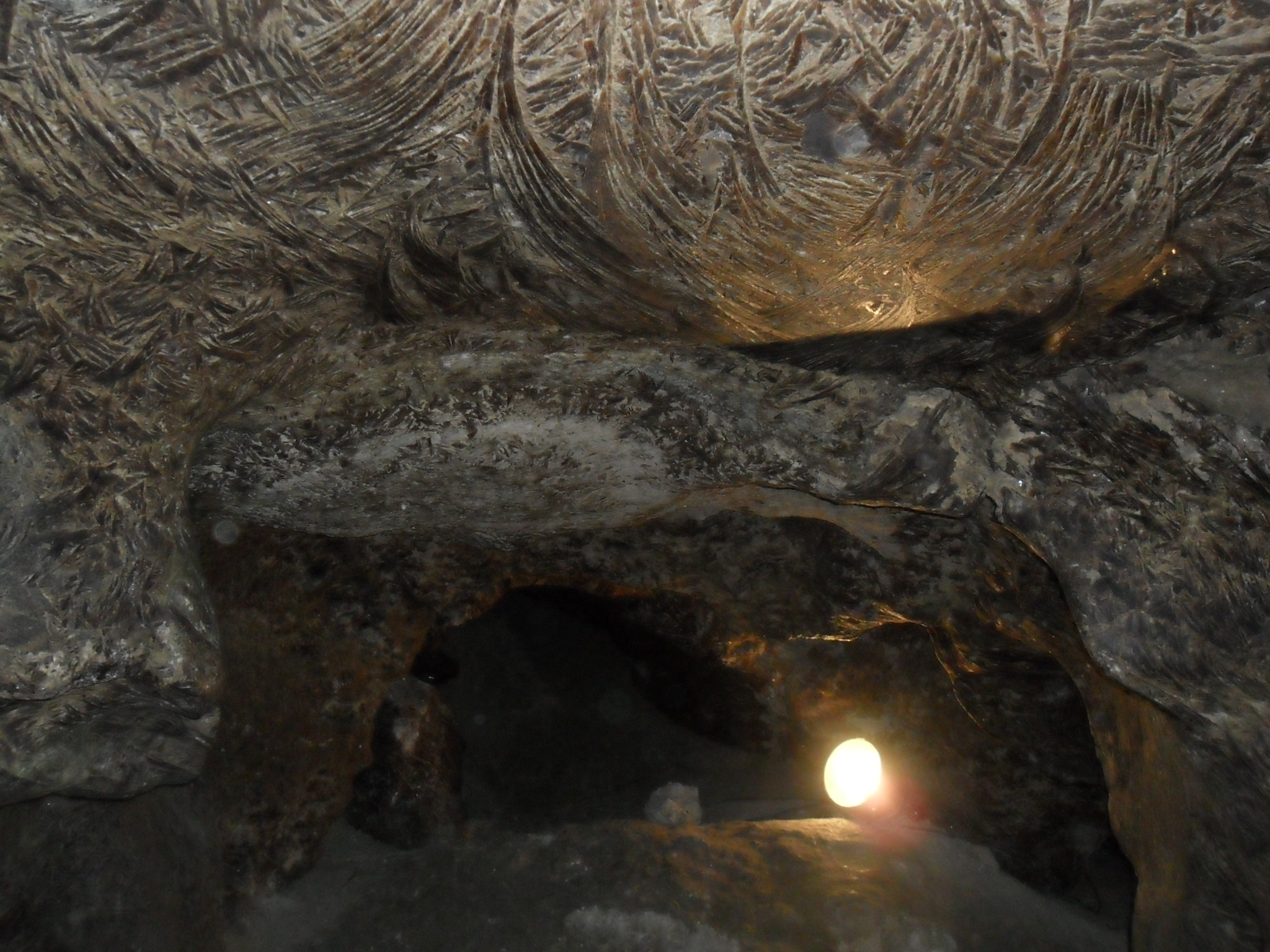
la grotte de cristal, réserve naturelle
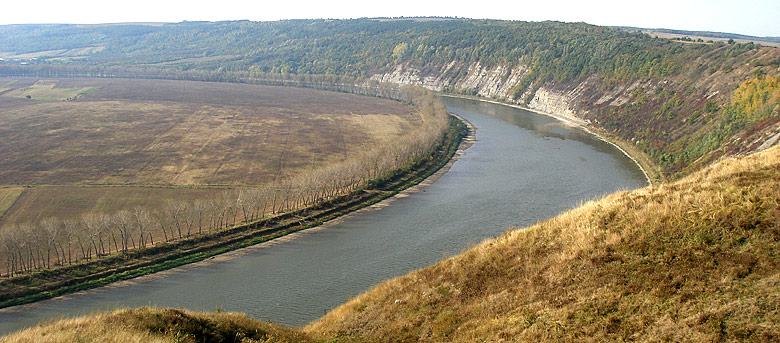
Hlodyl, réserve naturelle
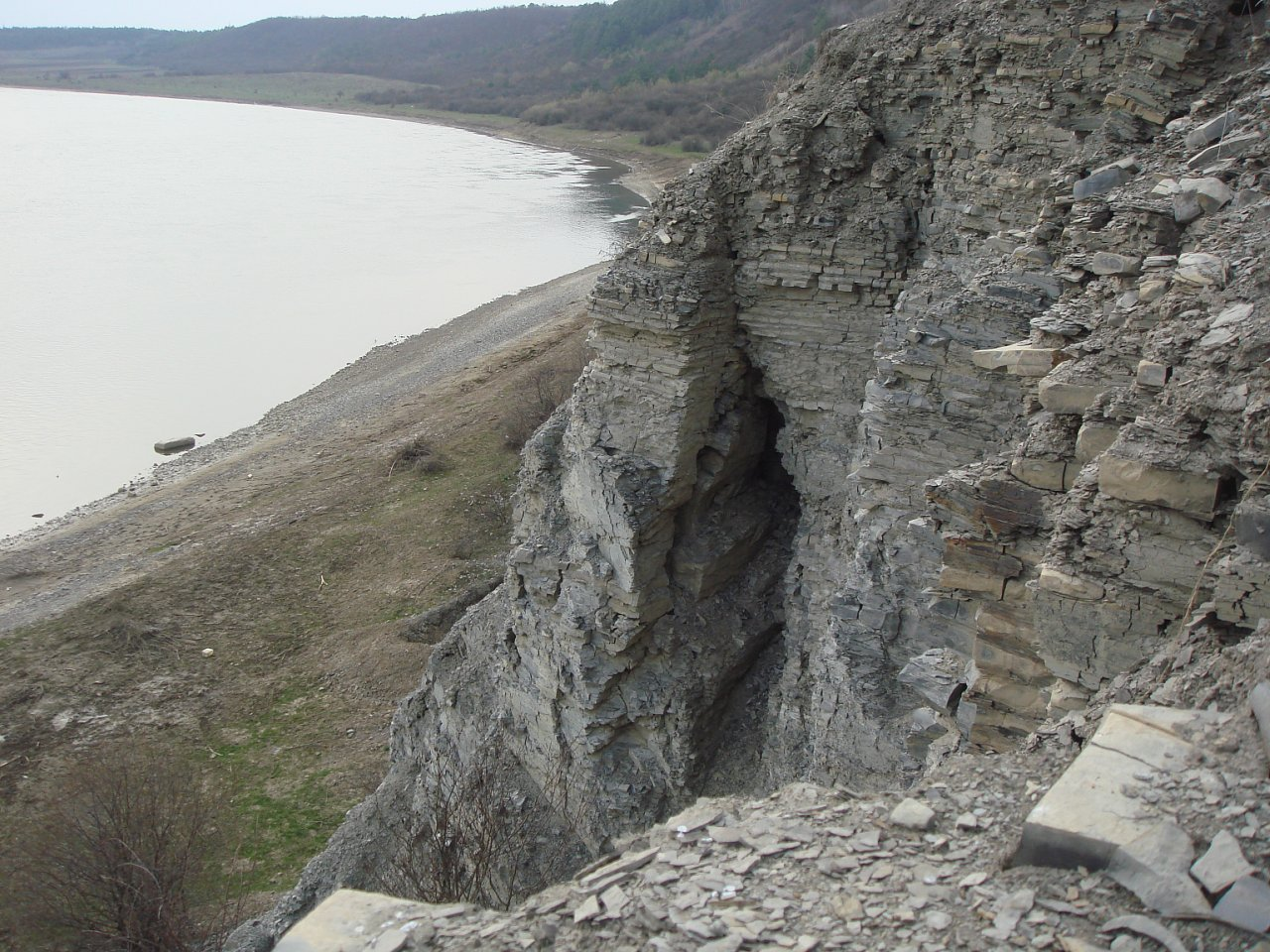
Dépôt sédimentaire de Khoudykivske, réserve naturelle
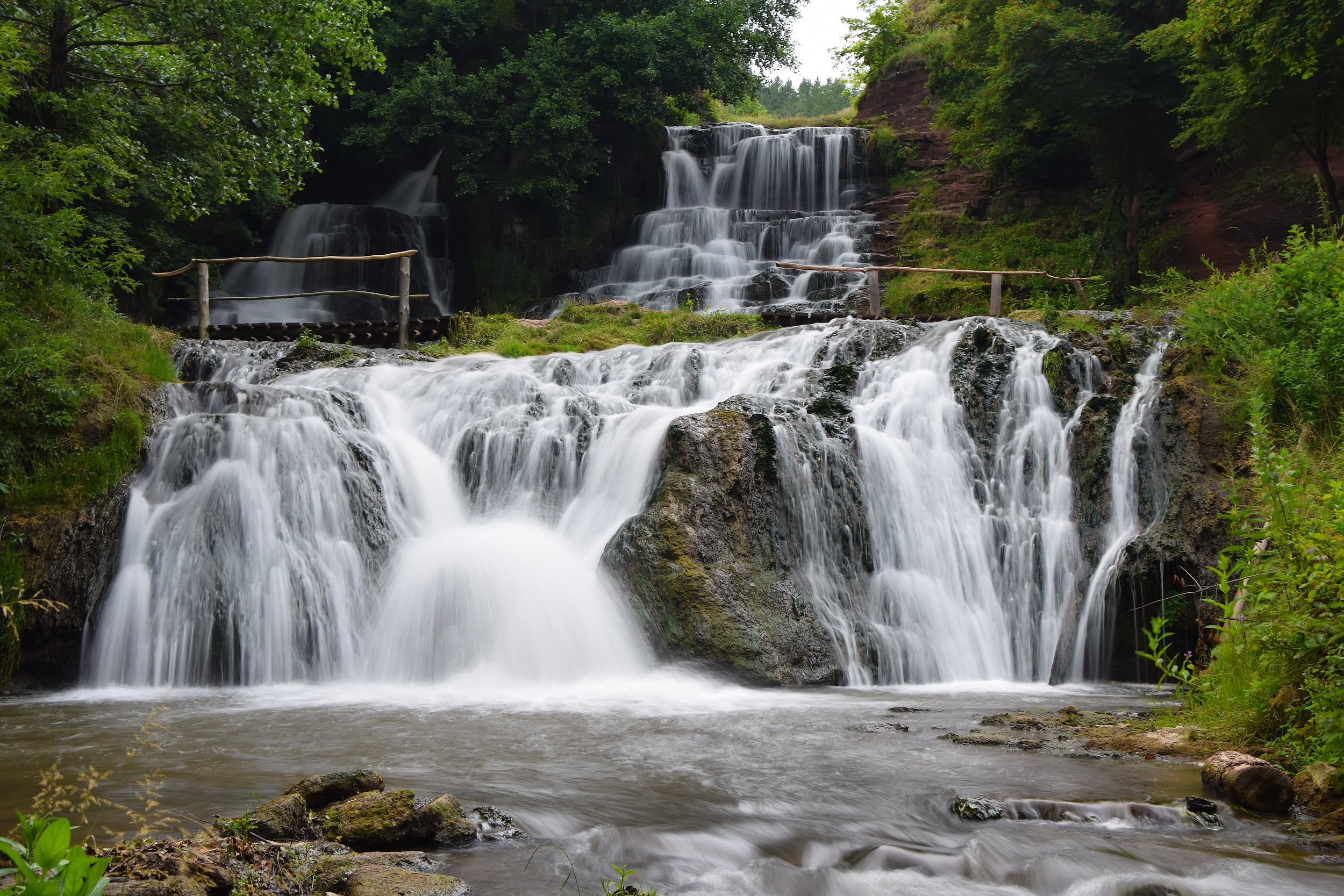
Chutes de Chervonohorod réserve naturelle

## Faune
Jusqu’à 15 000 couples nicheurs d’oiseaux ont été estimés. Les espèces nicheuses dominantes sont la foulque macroule, le grèbe huppé, le canard colvert et la mouette rieuse.

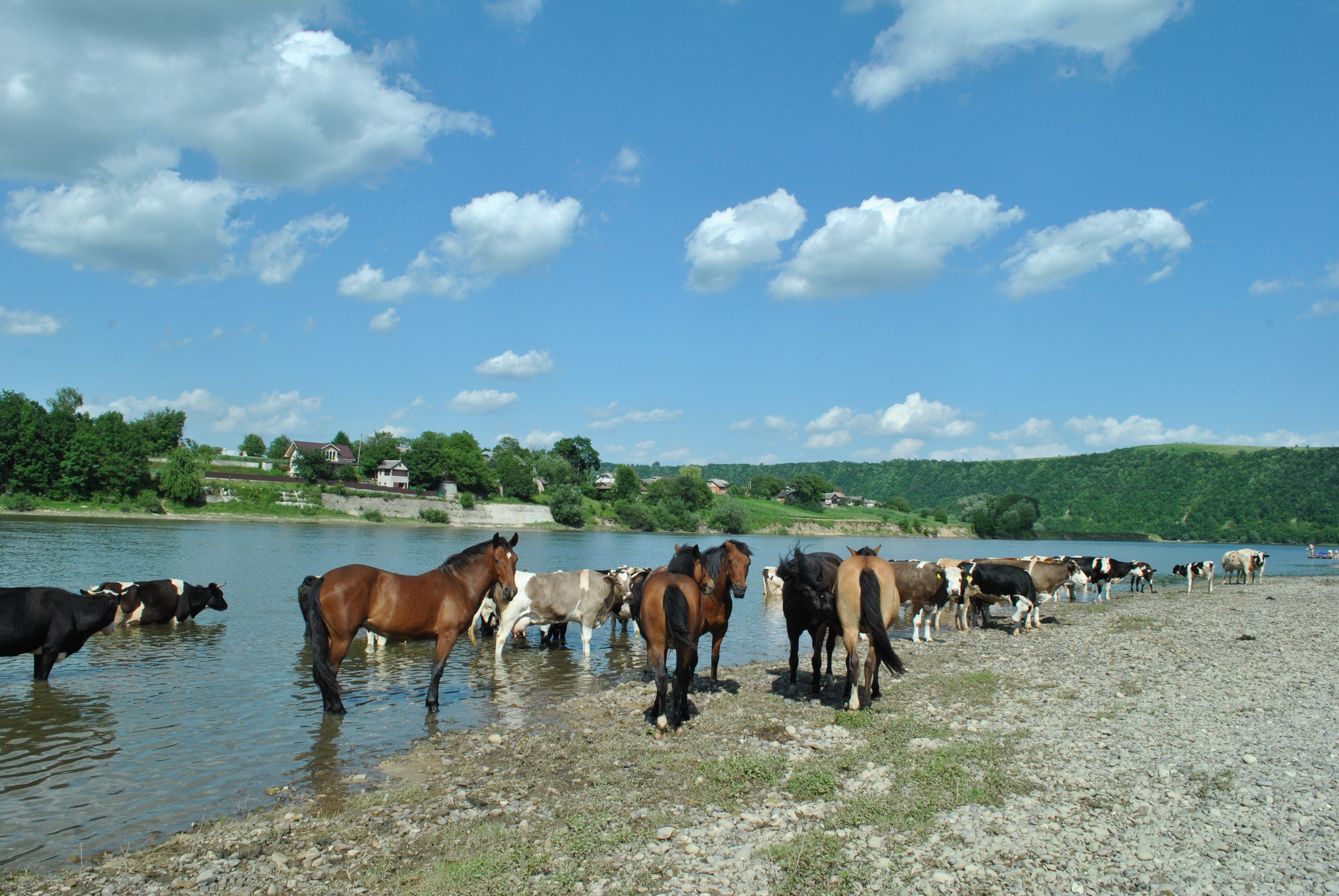
Chevaux, réserve naturelle
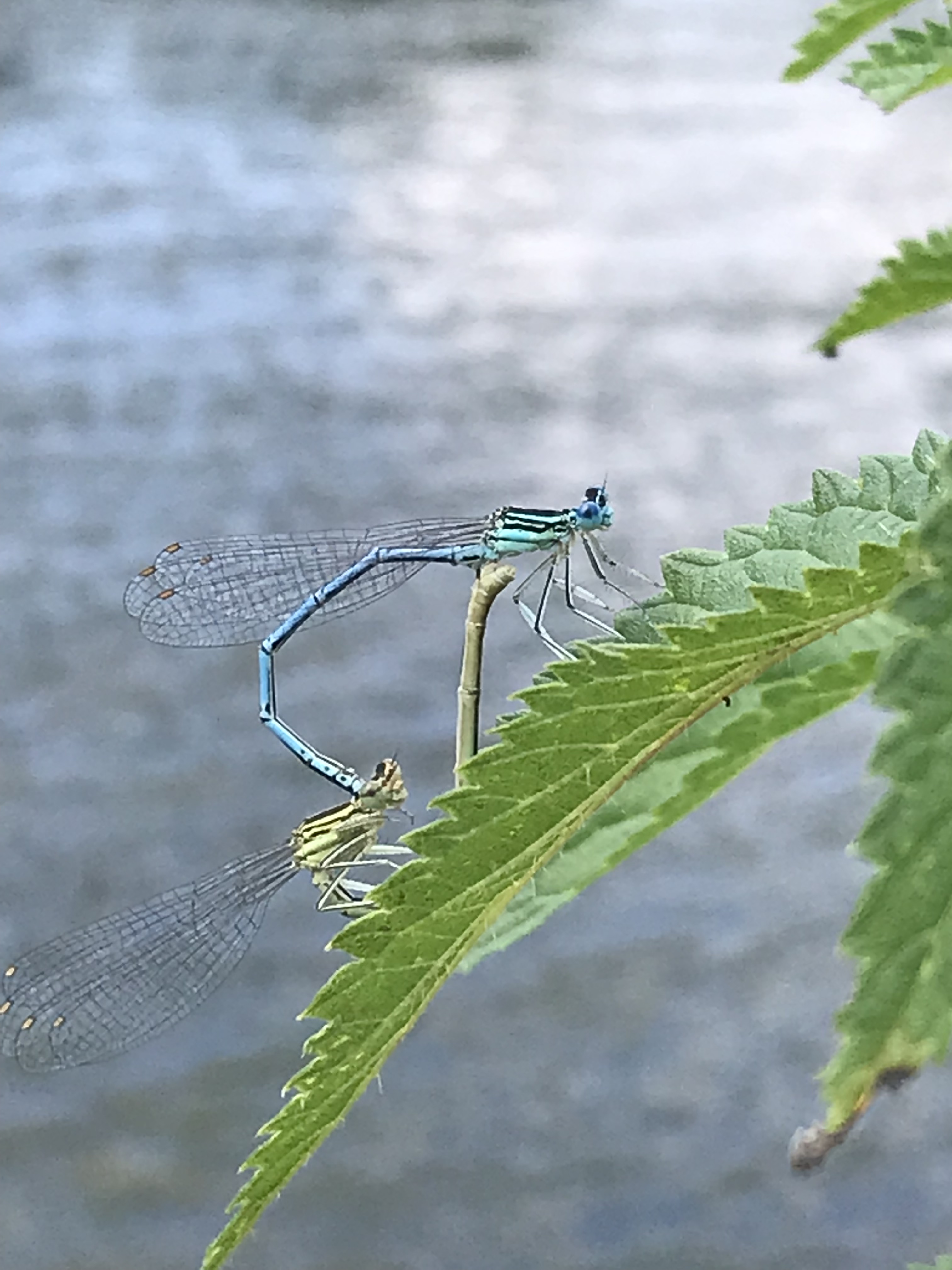
Demoiselle
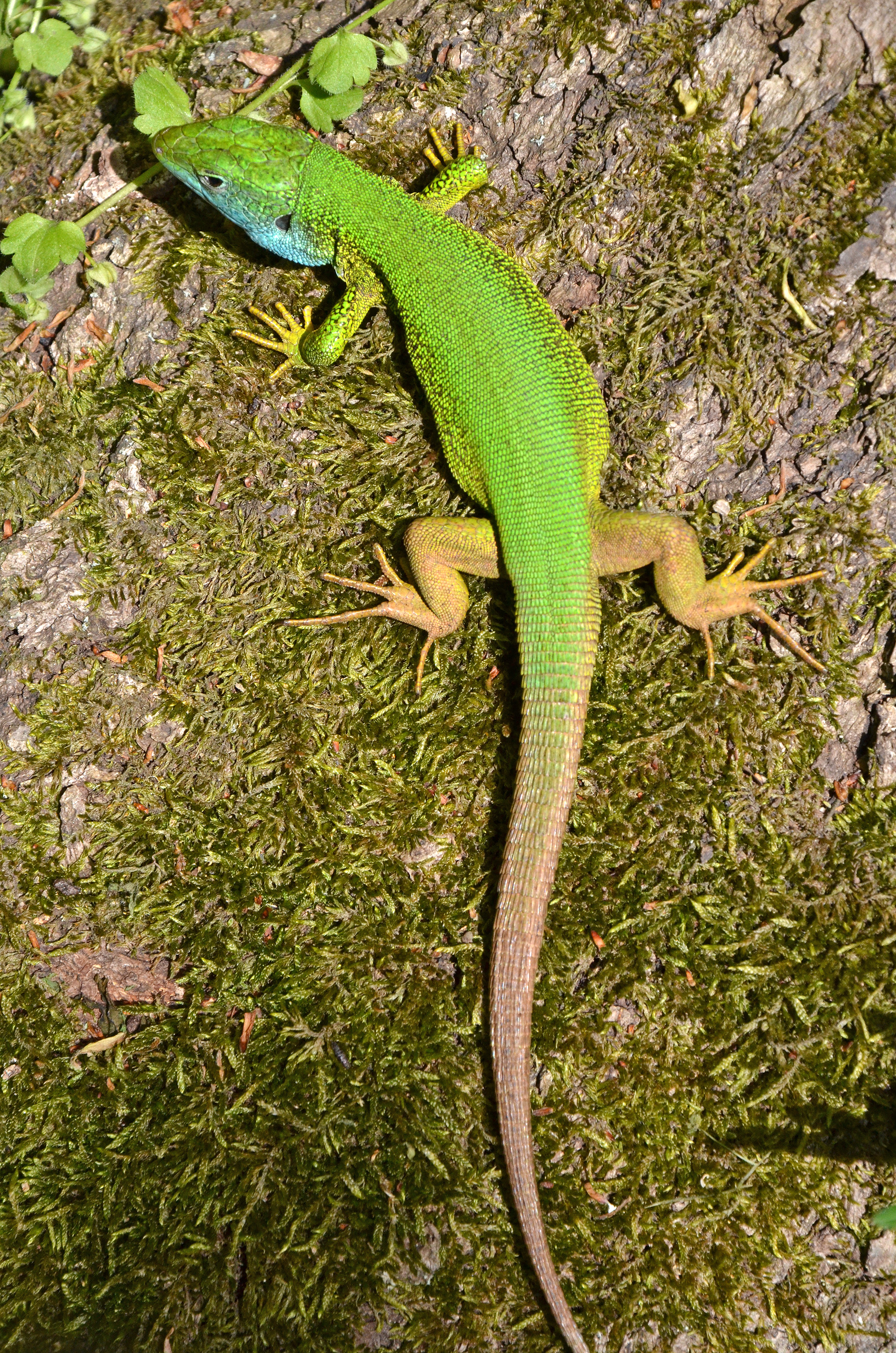
lacerta viridis,
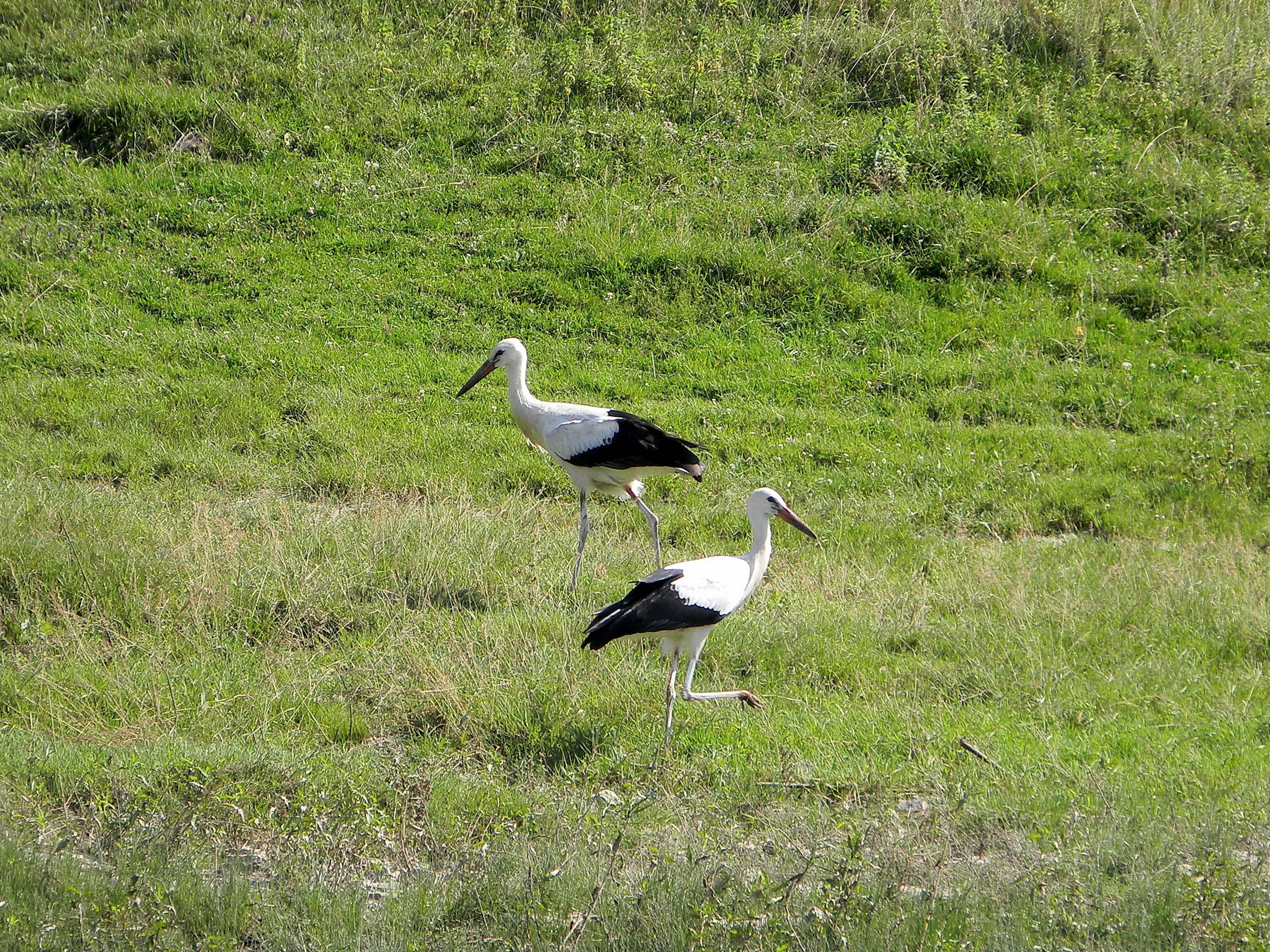
Cigognes.